# Regenerativni zagrijač vode
Regenerativni zagrijač vode ili regenerativni izmjenjivač topline naziva se predgrijač napojne vode prije ulaza u generator pare, pomoću pare koja se oduzima iz parne turbine na jednom ili više stupnjeva (visokotlačni i niskotlačni dio parne turbine). Regenerativnim zagrijavanjem postiže se:
- povišenje toplinske iskoristivosti kružnoga parnog procesa zbog povišenja srednje temperature dijela procesa na kojemu se dovodi toplina,
- sniženje topline koja se iz parnog kondenzatora odvodi u okolinu, budući se smanjuje protok pare kroz parni kondenzator za količinu koja se iz parne turbine oduzima za regenerativno zagrijavanje,
- smanjuje se potrebna količina rashladne vode za hlađenje parnog kondenzatora, a time i manji utrošak energije za pogon crpki rashladne vode.

Potpuna kondenzacija pare u tekućinu zahtijeva kasnije njezino kasnije zagrijavanje do temperature vrenja, što je prvo odstupanje Rankineovog ciklusa od Carnotovog ciklusa. Nakon vrenja para se dodatno pregrijava u pregrijaču pare na višu temperaturu od vrelišta, te odlazi u parnu turbinu. Nakon prolaska kroz visokotlačni dio parne turbine, para odlazi u regenerativni zagrijač pare (regenerativni izmjenjivač topline). Zbog razlike temperatura napojna voda se grije, a para se kondenzira. U idealnom slučaju napojnu vodu bi bilo moguće zagrijati do temperature kondenzacije pare. Toplina koju predaje para u idealnom slučaju je jednaka toplini koju primi napojna voda. Na taj način, umjesto zagrijavanja napojne vode od stanja 1 do 5, potrebno ju je zagrijati od stanja 3 do 5 (vidi sliku!).
Kod stvarnih Rankineovih ciklusa s regenerativnim zagrijavanjem napojne vode, u regenerativnom zagrijaču pare (izmjenjivač topline miješajućeg tipa) vodi se samo onaj dio pare čijom kondenzacijom će se zagrijati napojna voda. Osim toga, parna turbina je samo djelomično podijeljena na visokotlačni i niskotlačni dio. Prva napojna crpka 1 usisava kondenzat pri tlaku p1 i tlači ga do tlaka p2, koji je jednak tlaku p6 oduzete pare iz parne turbine. Na taj način u regenerativnom zagrijaču pare dolazi do mješanja pare stanja 6 i relativno hladne napojne vode stanja 2.

## Zagrijač vode ili ekonomajzer
Zagrijač vode ili ekonomajzer je ustvari izmjenjivač topline koji se koristi kod generatora pare, a spada u naknadne ogrjevne površine generatora pare, u kojima se se napojna voda prije ulaza u parni bubanj (ili vodni bubanj kod dvodomnih ili trodomnih kotlova) zagrijava, a katkad i djelomice isparava. Voda se grije obično do temperature koja je od 20 do 50 °C niža od temperature isparavanja (vrelište). Ako u zagrijaču vode dolazi i do djelomičnog isparavanja vode, tada se on naziva predisparivač.